# جولیو آریستیده سارتوریو
جولیو آریستیده سارتوریو (ایتالیایی: Giulio Aristide Sartorio؛ ‏ ۱۱ فوریهٔ ۱۸۶۰ – ۳ اکتبر ۱۹۳۲) کارگردان فیلم، نویسنده، مجسمه‌ساز و نقاش اهل پادشاهی ایتالیا بود.
از فیلم‌هایی که وی در آن‌ها نقش داشته‌است، می‌توان به تاراج رم اشاره نمود.